# WSK

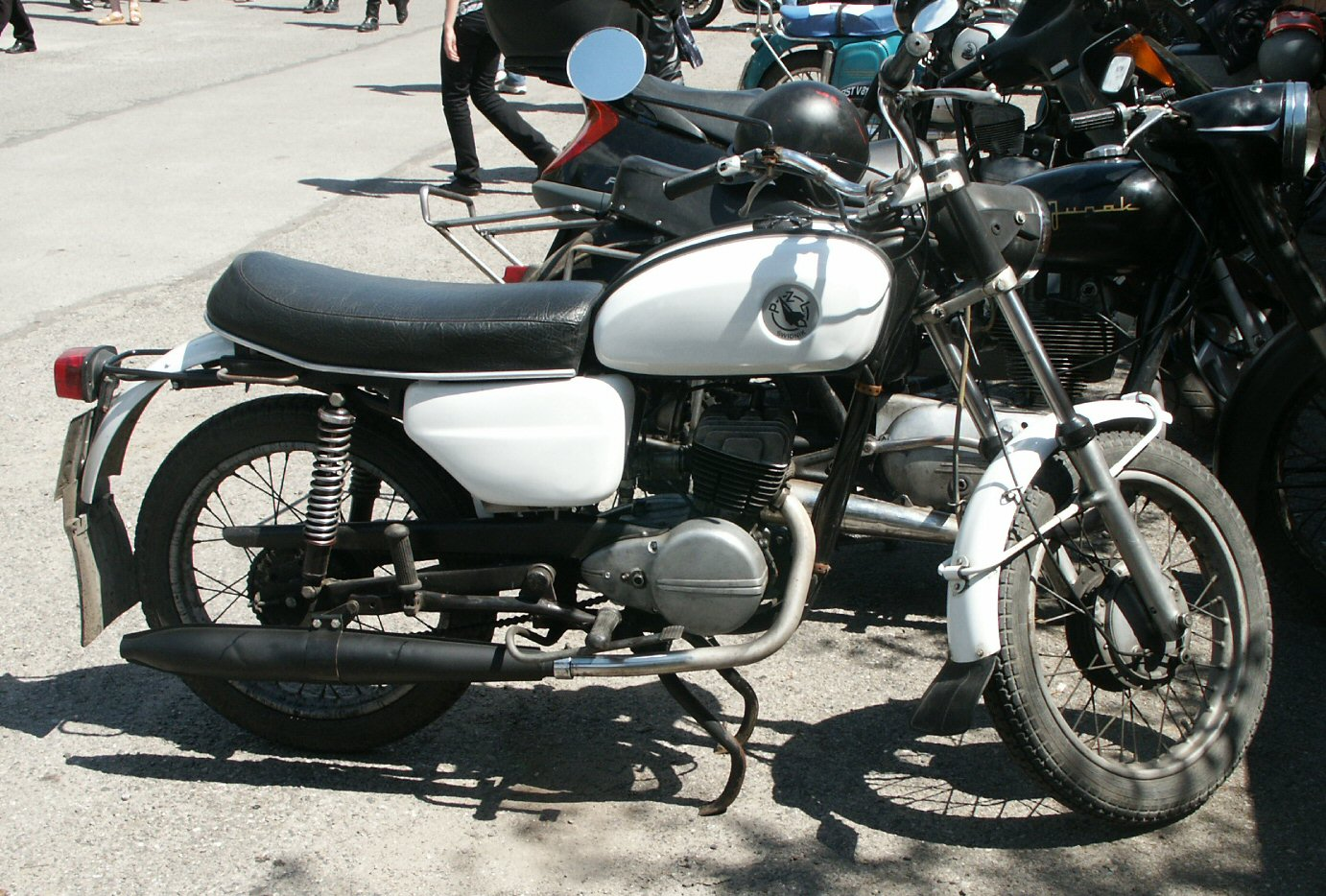
WSK M06 B3 125 cc

WSK (Wytwórnia Sprzętu Komunikacyjnego)/PZL-Świdnik is een historisch Pools merk van motorfietsen, die enkele jaren ook onder de naam PZL werden verkocht.
Deze fabriek (de naam van de fabriek betekent Transport Benodigdheden Fabriek) produceerde vanaf 1955 of 1956 voornamelijk 123- en 173 cc tweetakten.

## Historie
WSK startte haar productie in 1955 (of 1956) met het 125 cc-model M06 dat ook al door WFM was geproduceerd. Er werden ook enkele jaren machines onder de naam "PZL" (naar de vooroorlogse vliegtuigfabrikant Państwowe Zakłady Lotnicze) verkocht, waarbij alleen het tanklogo afweek.
Vrijwell alle Poolse modellen waren afgekeken van “westerse” bedrijven. "Stamvader" van de lichte tweetakten van Sokól, SHL, WFM en dus ook WSK was de DKW RT 125. Zo was er ook een clip-on motor die nagenoeg exact was nagebouwd van de Solex.
Van 1957 tot 1960 werd door WSK de dwergauto Mikrus MR 300 geproduceerd.
De M06-modellen evolueerden geleidelijk, waarbij de verschillende type-aanduidingen steeds kleine wijzigingen aangaven. In 1971 kwam de M06-B3-serie op de markt. Deze werd (bijna) steeds voorzien van een vogelnaam, maar had ook een vernieuwd frame en een nieuw motorblok, dat "Wiatr" (Wind) werd genoemd.
De 175 cc-modellen werden in 1972 geïntroduceerd onder de naam M21. In Nederland werd de WSK M21 onder de typenaam "Fellow" verkocht. In Groot-Brittannië ging dit machientje als "Barron" over de toonbank. De "Fellow werd verkocht met een normale uitlaat, of met een hoog gelegde uitlaat als van een enduromotorfiets voor een zeer concurrerende prijs. WSK werd in Nederland geïmporteerd door "Het Tweewieler Centrum" aan de Ceintuurbaan in Amsterdam. Begin jaren 80 is nog een model ontworpen met een Minarelli-blokje in het vooronder, maar deze is niet meer in productie genomen.
Behalve deze "normale" motorfietsen werden sporadisch ook 175 cc Enduromodellen vervaardigd. Begin jaren '80 zijn er 125cc modellen gebouwd met een Italiaans Minarelli motorblok.
In 1985 werd de productie van motorfietsen bij WSK gestopt. Daarmee was WSK de laatste Poolse producent van motorfietsen die de productie beëindigde. Het is hier onbekend, maar de protesten tegen het communisme begonnen in de WSK motorfiets fabriek. Pas hierna sloeg de opstand over naar de Leninwerf in Gdansk.
Men maakt nu militaire helikopters en vliegtuigen maar ook onderdelen voor Boeing onder de naam WSK Swidnik.

## Modellen

### 125 cc
- M06, (1955-65 207 649 stuks)
- M06 Z, (1959-1964 ???)
- M06 L, (1959-1964 ???)
- M06-Z2, (1959-1967 114 761 stuks)
- M06-64, (1964-1967 235 084 stuks)
- M06 B1, (1966-1971 319 069 stuks)
- M06 B3, (1971-1985 658 406 stuks)
- M06 B3 Gil (Goudvink), (1974-1980 58 683 stuks)
- M06 B3 Bąk (Hommel), (1975-1977 9701 stuks)
- M06 B3 Lelek (Nachtzwaluw), (1975-1977 12438 stuks)
- M06 B3 Kos (Merel), (1979-1985 41540 stuks)
- M06 B3 Kraska (Scharrelaar), (1978)
- Barron 125, (1976-1977 105 stuks, voorzien van een Minarelli-motorblok)

### 150 cc
- M06 Z-150, (1960 9988 stuks).

### 175 cc
- M21W2, (1972)
- M21W2-Ex, (1972)
- M21W2 Sport, (1973)
- M21W2 Sport Ex, (1973)
- M21W2 Kobuz (Boomvalk), (1974)
- M21W2 Dudek (Hop), (1975)
- M21W2 S2, (1975)
- M21W2 Perkoz (Fuut), (1978)